# Latencia nuclear

Países con capacidad de desarrollar armas nucleares en algunos años si así lo decidieran.

La latencia nuclear o un estado umbral nuclear es la condición de un país que posee la tecnología para construir rápidamente armas nucleares, sin haberlo hecho aún.
Debido a que dicha capacidad latente no está prohibida por el Tratado de No Proliferación Nuclear, esto a veces se llama la "Opción de Japón" (como una solución alternativa al tratado), ya que Japón se considera un estado "paranuclear", siendo un caso claro de un país con total destreza técnica para desarrollar un arma nuclear rápidamente,  ya que se considera que Japón tiene los materiales, la experiencia y la capacidad técnica para fabricar una bomba nuclear a voluntad.

## Poderes latentes nucleares
Hay muchos países capaces de producir armas nucleares, o al menos enriquecer uranio y/o plutonio. Entre los más notables se encuentran Canadá, Alemania, Italia, y Australia. Otros países incluyen España, México, Argentina, Brasil, Corea del Sur, la República de China (Taiwán),  Arabia Saudita, Irán, Japón y más. Además, Sudáfrica ha desarrollado con éxito sus propias armas nucleares, pero las desmanteló en 1989. Tras el  Plan de Acción Integral Conjunto, se considera que Irán es un estado de umbral nuclear.

## Recursos adicionales
Para obtener más información sobre la proliferación y los debates en torno a las armas nucleares y su latencia, se puede visitar el sitio web del Proyecto de Historia Internacional de Proliferación Nuclear del Centro Woodrow Wilson: http://wilsoncenter.org/program/nuclear-proliferation-international-history-project.